# Aljaksandr Maljauka
Aljaksandr Maljauka (belarussisch Аляксандр Маляўка, russisch Александр Малявко Alexander Maljawko; * 28. September 1990 in Hrodna, Weißrussische SSR) ist ein belarussischer Eishockeyspieler, der fast seine gesamte bisherige Karriere mit kurzen Unterbrechungen beim HK Njoman Hrodna aus der belarussischen Extraliga verbracht hat.

## Karriere
Aljaksandr Maljauka begann seine Karriere als Eishockeyspieler in seiner Heimatstadt beim HK Njoman Hrodna, für den er mit kurzen Unterbrechungen durchgängig spielt. In der Spielzeit 2009/10 spielte er erstmals für die erste Mannschaft von Njoman in der Extraliga. Anschließend verließ er seinen Stammverein und ging in die Molodjoschnaja Chokkeinaja Liga, in der er für Minskije Subry spielte. Zu den Playoffs 2011 kehrte er zu seinem Stammverein zurück. Anschließend schloss er sich dem HK Lida an, der ebenfalls in der Extraliga spielt. Bereits in der zweiten Hälfte der Spielzeit 2011/12 kehrte er jedoch erneut zu Njoman Hrodna zurück und wurde mit dem Klub belarussischer Vizemeister. 2013 und 2014 wurde er mit seinem Klub sodann belarussischer Meister. 2015 konnte er mit dem Klub den IIHF Continental Cup gewinnen. 2017 und 2018 gewann er mit Njoman Hrodna erneut den belarussischen Titel.

### International
Sein Debüt in der Herren-Nationalmannschaft gab Maljauka, der nie in einer Nachwuchsnationalmannschaft spielte, in der Saison 2014/15. Später stand er im Aufgebot seines Landes bei der Weltmeisterschaft 2019 in der Division I, als der Aufstieg in die Top-Division gelang. Dieser konnte wegen der weltweiten COVID-19-Pandemie jedoch erst 2021, ohne Maljauka, wahrgenommen werden.

## Erfolge und Auszeichnungen
- 2013 Belarussischer Meister mit dem HK Njoman Hrodna
- 2014 Belarussischer Meister mit dem HK Njoman Hrodna
- 2015 Gewinn des IIHF Continental Cups mit dem HK Njoman Hrodna
- 2017 Belarussischer Meister mit dem HK Njoman Hrodna
- 2018 Belarussischer Meister mit dem HK Njoman Hrodna

### International
- 2019 Aufstieg in die Top-Division bei der Weltmeisterschaft der Division I, Gruppe A (wegen der weltweiten COVID-19-Pandemie erst 2021 wirksam)

## Karriere-Statistik
(Stand: Ende der Saison 2020/21)

## Familie
Maljaukas Zwillingsbruder Sjarhej ist ebenfalls belarussischer Nationalspieler, während die fünf Jahre jüngere Schwester Lidzia international für Russland spielt.